# Vukovoj
Vukovoj is een plaats in de gemeente Klenovnik in de Kroatische provincie Varaždin. De plaats telt 158 inwoners (2001).